# Svalbardloven
Svalbardloven (Lov om Svalbard) är en norsk lag av den 17 juli 1925 som syftar till att införa Svalbardtraktatens bestämmelser i norsk rätt. Svalbardloven fastslår och reglerar Norges myndighetsutövning och andra förhållanden som har med Svalbard att göra. Loven ger också utrymme att träffa andra lagar, som till exempel Svalbardmiljøloven från 2001.
Sysselmannen på Svalbard är sanktionsmyndighet enligt loven.